# Jordiske rester
Jordiske rester er en dansk eksperimentalfilm fra 1998, der er instrueret af Jay Rosenblatt efter manuskript af ham selv John Turk.

## Handling
Som en arkæolog undersøger instruktøren gamle efterladenskaber og afdækker intime detailler om fem berygtede mænd. Der fortælles om deres yndlingsmad og film, vaner og sexliv, derimod er der ingen omtale af deres offentlige liv eller placering i verdenshistorien. Skønt instruktøren med vilje har undladt at omtale rædslerne, disse mænd er ansvarlige for, hjemsøger de filmen.